# Premio Editorial Costa Rica
El Premio Editorial Costa Rica es otorgado, por la Editorial del mismo nombre, en un género literario diferente (alternado) entre varias obras que sean sometidas a concurso.
El Premio era otorgado anualmente hasta el año 2007, cuando la Editorial decidió que este se realizaría cada dos años.

## Lista de Ganadores
| Año  | Ganador               | Obra                                                  | Género             |
| ---- | --------------------- | ----------------------------------------------------- | ------------------ |
| 2015 | Mijail Mondol López   | Tango, arrabal y modernidad en Costa Rica             | Ensayo             |
| 2013 | Cirus Sh. Piedra      | El diminuto corazón de la Iguana                      | Novela             |
| 2011 | Sergio Muñoz          | Los herederos                                         | Cuento             |
| 2009 | Jorge Méndez Limbrick | El laberinto del verdugo                              | Novela             |
| 2007 | Heriberto Rodríguez   | Archipiélago                                          | Novela             |
| 2006 | Samuel Rovinski       | Génesis                                               | Teatro-Dramaturgia |
| 2005 | Ana Lucía Fonseca     | Del cielo a la tierra                                 | Ensayo             |
| 2004 | Albán Mora Vargas     | Cuaderno de rencores                                  | Novela             |
| 2003 | Mauricio Molina       | Abrir las puertas del mar                             | Poesía             |
| 2002 | Sergio Muñoz          | Urbanos                                               | Cuento             |
| 2001 | desierto              | desierto                                              | desierto           |
| 2000 | Roxana Campos         | Pablo José                                            | Teatro             |
| 1999 | Jorge Ramírez Caro    | Las cenizas del sentido                               | Ensayo             |
| 1998 | Ernesto Rivera        | Animales de la noche                                  | Cuento             |
| 1997 | Melania Nuñez Vargas  | Cruces y soles                                        | Poesía             |
| 1996 | Alfonso Chase         | El pavo real y la mariposa                            | Novela             |
| 1996 | Eduardo Vargas Ugalde | Mujeres, sombras y coloquios de uno                   | Cuento             |
| 1995 | Ronald Villar         | Para que cicatrices las heridas del insomnio          | Poesía             |
| 1995 | Mario Zaldívar        | Ahora juega usted señor Capablanca                    | Novela             |
| 1995 | Margarita Rojas G.    | El último baluarte del imperio                        | Ensayo             |
| 1994 | desierto              | desierto                                              | desierto           |
| 1993 | desierto              | desierto                                              | desierto           |
| 1992 | desierto              | desierto                                              | desierto           |
| 1991 | desierto              |                                                       |                    |
| 1990 | Milton Zarate         | Al final de la memoria                                | Poesía             |
| 1989 | desierto              | desierto                                              | desierto           |
| 1988 | Uriel Quesada         | El atardecer de los niños                             | Cuento             |
| 1987 | desierto              | desierto                                              | desierto           |
| 1986 | Eduardo Oconitrillo   | Julio Acosta, hombre de providencia                   | Ensayo             |
| 1985 | desierto              | desierto                                              | desierto           |
| 1984 | Mario Oliva Medina    | El movimiento Artesano-obrero-urbano en C.R 1880–1914 | Ensayo             |
| 1983 | desierto              | desierto                                              | desierto           |
| 1982 | desierto              | desierto                                              | desierto           |
| 1981 | Daniel Gallegos       | En el séptimo círculo                                 | Teatro             |
| 1980 | desierto              | desierto                                              | desierto           |
| 1979 | Eduardo Oconitrillo   | Los Tinoco                                            | Ensayo             |
| 1978 | Quince Duncan         | Final de calle                                        | Novela             |
| 1977 | Alberto Baeza Flores  | Evolución de la poesía costarricense                  | Literaria          |
| 1976 | Gerardo Cesar Hurtado | Los vencidos                                          | Novela             |
| 1975 | Julieta Dobles        | Los pasos terrestres                                  | Poesía             |
| 1974 | Samuel Rovinski       | Un modelo para Rosaura                                | Arte               |
| 1973 | Carmen Naranjo        | Hoy es un largo día                                   | Novela             |
| 1972 | Joaquín Gutiérrez     | Murámos Federico                                      | Novela             |